# 27736 Ekaterinburg
27736 Ekaterinburg è un asteroide della fascia principale. Scoperto nel 1990, presenta un'orbita caratterizzata da un semiasse maggiore pari a 3,1412646 UA e da un'eccentricità di 0,3314968, inclinata di 11,30196° rispetto all'eclittica.